# Sportsklubben Brann 2002
Questa voce raccoglie le informazioni riguardanti lo Sportsklubben Brann nelle competizioni ufficiali della stagione 2002.

## Stagione
Il Brann ha chiuso l'annata al 13º posto finale, dovendo così affrontare le qualificazioni all'Eliteserien per mantenere il proprio posto nella massima divisione locale. Grazie ad un successo complessivo per 2-1 sul Sandefjord, la squadra ha raggiunto il proprio obiettivo. L'avventura nel Norgesmesterskapet 2002 è terminata invece agli ottavi di finale, con l'eliminazione ai tiri di rigore per mano dell'Aalesund. Il Brann ha partecipato anche alla Coppa UEFA 2002-2003, venendo eliminato al turno preliminare dai lituani del Sūduva, che si sono imposti complessivamente col punteggio di 6-4.

## Maglie e sponsor
Lo sponsor tecnico per la stagione 2002 è stato Umbro, mentre lo sponsor ufficiale è stato DnB. La divisa casalinga era completamente rossa, con strisce laterali bianche.
| Casa | Trasferta |

## Rosa
| N. |                       | Ruolo | Calciatore           |
| -- | --------------------- | ----- | -------------------- |
| 2  | Norvegia (bandiera)   | D     | Stig Krohn Haaland   |
| 2  | Norvegia (bandiera)   | D     | Christoffer Eliassen |
| 3  | Norvegia (bandiera)   | D     | Egil Ulfstein        |
| 4  | Norvegia (bandiera)   | D     | Cato Guntveit        |
| 5  | Norvegia (bandiera)   | C     | Martin Knudsen       |
| 6  | Norvegia (bandiera)   | C     | Helge Haugen         |
| 7  | Scozia (bandiera)     | A     | Robbie Winters       |
| 7  | Norvegia (bandiera)   | C     | Marcus Bakke         |
| 8  | Norvegia (bandiera)   | C     | Joachim Walltin      |
| 9  | Costa Rica (bandiera) | C     | Alonso Solís         |
| 9  | Norvegia (bandiera)   | C     | Espen Musæus         |
| 10 | Svezia (bandiera)     | C     | Jonas Jonsson        |
| 11 | Norvegia (bandiera)   | D     | Geirmund Brendesæter |
| 12 | Norvegia (bandiera)   | P     | Håkon Opdal          |
| 13 | Norvegia (bandiera)   | C     | Tom Erik Instøy      |
| 13 | Norvegia (bandiera)   | C     | Erlend Storesund     |
| 14 | Norvegia (bandiera)   | C     | Erik Mjelde          |
| 14 | Estonia (bandiera)    | C     | Sergei Terehhov      |
| 15 | Norvegia (bandiera)   | D     | Erlend Hanstveit     |

| N. |                      | Ruolo | Calciatore           |
| -- | -------------------- | ----- | -------------------- |
| 16 | Norvegia (bandiera)  | C     | Daniel Moen Hansen   |
| 17 | Norvegia (bandiera)  | D     | Torbjørn Kjerrgård   |
| 17 | Norvegia (bandiera)  | C     | Cato Helle           |
| 18 | Sudafrica (bandiera) | A     | Toni Nhleko          |
| 19 | Norvegia (bandiera)  | C     | Alex Valencia        |
| 20 | Norvegia (bandiera)  | C     | Petter Furuseth      |
| 21 | Norvegia (bandiera)  | C     | Endre Hansen         |
| 22 | Islanda (bandiera)   | A     | Ármann Björnsson     |
| 22 | Norvegia (bandiera)  | A     | Thorstein Helstad    |
| 23 | Norvegia (bandiera)  | C     | Tommy Knarvik        |
| 24 | Norvegia (bandiera)  | P     | Ivar Rønningen       |
| 25 | Norvegia (bandiera)  | D     | Roy Wassberg         |
| 26 | Norvegia (bandiera)  | A     | Sindre Marøy         |
| 27 | Norvegia (bandiera)  | C     | Raymond Kvisvik      |
| 28 | Norvegia (bandiera)  | D     | Knut Walde           |
| 29 | Norvegia (bandiera)  | C     | Per Mikkel Haldorsen |
| 30 | Norvegia (bandiera)  | D     | Vegar Landro         |
| 31 | Norvegia (bandiera)  | D     | Åsmund Michalsen     |

## Calciomercato

### Sessione invernale
| Arrivi           | Arrivi           | Arrivi      | Arrivi        |
| R.               | Nome             | da          | Modalità      |
| ---------------- | ---------------- | ----------- | ------------- |
| C                | Jonas Jonsson    |             | svincolato    |
| C                | Espen Musæus     |             | svincolato    |
| A                | Toni Nhleko      | Jomo Cosmos | definitivo    |
| Altre operazioni |                  |             |               |
| R.               | Nome             | da          | Modalità      |
| A                | Mons Ivar Mjelde | Sogndal     | fine prestito |

| Partenze | Partenze          | Partenze       | Partenze      |
| R.       | Nome              | a              | Modalità      |
| -------- | ----------------- | -------------- | ------------- |
| D        | Joakim Hagabakken | Skeid          | definitivo    |
| D        | Harri Ylönen      |                | svincolato    |
| C        | Anthony Magnacca  | Newcastle Jets | fine prestito |
| C        | Tomas Ražanauskas | Akratītos      | definitivo    |
| C        | Svante Samuelsson |                | svincolato    |
| A        | Azar Karadas      | Rosenborg      | definitivo    |
| A        | Mons Ivar Mjelde  |                | ritiro        |

### Sessione estiva
| Arrivi | Arrivi             | Arrivi     | Arrivi     |
| R.     | Nome               | da         | Modalità   |
| ------ | ------------------ | ---------- | ---------- |
| D      | Stig Krohn Haaland | HamKam     | prestito   |
| D      | Torbjørn Kjerrgård | Nest-Sotra | definitivo |
| C      | Alonso Solís       | Saprissa   | definitivo |
| A      | Ármann Björnsson   | Valur      | prestito   |
| A      | Robbie Winters     |            | svincolato |

| Partenze | Partenze          | Partenze       | Partenze   |
| R.       | Nome              | a              | Modalità   |
| -------- | ----------------- | -------------- | ---------- |
| C        | Marcus Bakke      |                | svincolato |
| C        | Espen Musæus      |                | svincolato |
| C        | Sergei Terehhov   | Haka           | prestito   |
| A        | Thorstein Helstad | Austria Vienna | definitivo |

## Risultati

### Eliteserien

#### Girone di andata
| Arbitro: | Alseth (Stjørdal) |

|                               |           |  |
| Sigþórsson 13’ Hasselgård 87’ | Marcatori |  |

| Arbitro: | Skjerven (Kaupanger) |

|  |           |             |
|  | Marcatori | 54’ Ramberg |

| Arbitro: | Pedersen (Moss) |

|                     |           |                        |
| Leonardsen 66’, 80’ | Marcatori | 3’ Knarvik 81’ Jonsson |

| Arbitro: | Olsen (Kristiansand) |

|  |           |                                          |
|  | Marcatori | 10’ Kah 53’ Hanssen 62’ Hovi 67’ Viikmäe |

| Arbitro: | Sandmoen (Kjelsås) |

|  |           |             |
|  | Marcatori | 53’ Helstad |

| Arbitro: | Alseth (Stjørdal) |

|                                             |           |  |
| Helstad 25’, 43’ Hanstveit 37’ Furuseth 54’ | Marcatori |  |

| Arbitro: | Skjervold |

|                         |           |                                      |
| Bolseth 3’ Ødegaard 59’ | Marcatori | 56’ Helstad 81’ Furuseth 90’ Knarvik |

| Arbitro: | Ditlefsen |

|            |           |                           |
| Helstad 1’ | Marcatori | 22’ Pavlovic 49’ Paulsson |

| Arbitro: | Alseth (Stjørdal) |

|              |           |                                      |
| Valencia 60’ | Marcatori | 4’ Larsen 8’ (rig.) Deila 78’ Fevang |

| Arbitro: | Pedersen (Moss) |

|                                  |           |              |
| Nygaard 2’, 14’, 57’ Nevland 19’ | Marcatori | 89’ Valencia |

| Arbitro: | Skjervold |

|                      |           |            |
| Hanstveit 30’ (rig.) | Marcatori | 8’ Sundgot |

| Arbitro: | Olsen (Kristiansand) |

|  |           |              |
|  | Marcatori | 47’ Valencia |

| Arbitro: | Staberg (Harstad) |

|                        |           |                                       |
| Ulfstein 7’ Nhleko 79’ | Marcatori | 55’ Olsen 88’ Skammelsrud 90’ Johnsen |

#### Girone di ritorno
| Arbitro: | Øvrebø (Oslo) |

|                                              |           |                  |
| Knarvik 27’ Knudsen 49’ Nhleko 54’ Solís 76’ | Marcatori | 2’ (rig.) Hoseth |